# Episema tersinoides
Episema tersinoides är en fjärilsart som beskrevs av Charles Boursin 1951. Episema tersinoides ingår i släktet Episema och familjen nattflyn. Inga underarter finns listade i Catalogue of Life.